# یوجی کیگوشی
یوجی کیگوشی (انگلیسی: Yuji Keigoshi؛ زادهٔ ۱۷ سپتامبر ۱۹۶۳) بازیکن فوتبال اهل ژاپن است.
از باشگاه‌هایی که در آن بازی کرده‌است می‌توان به باشگاه فوتبال آویسپا فوکوئوکا، باشگاه فوتبال توکیو وردی، و باشگاه فوتبال گامبا اوساکا اشاره کرد.